# Лебединці (Бердичівський район)
Лебеди́нці — село в Україні, в Андрушівській міській громаді Бердичівського району Житомирської області. Розташоване на берегах річки Лебединець за 14 км, на південний схід, від центру громади — міста Андрушівка та за 9 км від залізничної станції «Бровки». Населення — 436 осіб.

## Історія
Перші писемні згадки про село відносяться до 1683 року. Сучасне село, від дня свого заснування, змінило три місця поселень.

### Перше село
Перше населення було біля хутора. Там була долина, яка називалася Криничка. Від цього хутора, попід Вчорайшанським лісом, йшла дорога на Паволоч і називалася вона Бердичівським шляхом (в народі Чумацьким Шляхом). А біля цього шляху було озеро, яке називалось Безодня.

### Друге село
Струмок, біля якого розмістилося теперішнє населення починається на лебединських полях з болота, яке називалося Святим озером. Біля цього озера одне з урочищ, на схід від села, називається Церковним, або по народному Хрести.
На це поле перемістилися люди, які залишилися живими після знищення татарами першого поселення, яке називали Хуторище. В урочищі Церковище знаходяться кам'яні хрести, закопані в землю, щоб не заважали обробітку землі, один з яких, із слов'янським написом 1666 року, залишався на поверхні землі до 1941 року.
За легендою, давнє село і церква теж були спалені татарами, а люди розігнані, побиті або забрані в полон. Це село називалося Хрести.
Вверх від нього, до Бровок, є поле, що називається «могили». За легендою на цьому полі був великий бій і є старі могили.

### Третє село
Третє село — була ферма городецького пана. На цій фермі було поселено 5 сімей кріпаків. Жили вони в п'яти хатах, біля великого ставка. За легендою ці сім'ї пан виграв в карти у свого знайомого із Лебедина, що на Сумщині. Ще одна легенда оповідає, що в ставках, біля панського будинку, були красиві чорні лебеді, яких розводили і доглядали кріпаки.
В 1741 році в Лебединцях було 40 дворів, а в 1863 році було 974 мешканців. Панський маєток мав 2662 десятин землі. У XVIII столітті село належало до обширних володінь пана Любомирського, а на початку XIX століття пану Олещинському.
Церква Свято-Богословська, дерев'яна. Вона згадується у візиті за 1741 рік та 1746 рік. Побудована в 1736 році. Стояла вона неподалік церкви, яка була побудована в 1787 році і стояла до середини XIX століття. Теж була дерев'яна. Згоріла 31 липня 1856 року. На цьому місці була закладена кам'яна церква. Вона була відкрита 7 жовтня 1861 року.
В 1972 році в селі налічувалось 441 дворів, де проживало 1350 чоловік.
Під час Другої світової війни комсомольцями села була створена підпільна організація, яка згодом стала диверсійною групою загону ім. Чапаєва. В одній з операцій загинули комсомольці: Ю. А. Шлапак, В. І. Гагич, І. С. Гагич та А. Т. Перець.
У Лебединецькому лісі збереглася партизанська землянка того часу. Після війни, біля неї встановлено пам'ятний знак.

## Населення

### Мова
Розподіл населення за рідною мовою за даними перепису 2001 року:
| Мова       | Кількість | Відсоток |
| ---------- | --------- | -------- |
| українська | 431       | 98.85%   |
| російська  | 5         | 1.15%    |
| Усього     | 436       | 100%     |

## Відомі люди
Уродженцями села є:
- народна артистка України Войнова-Павловська Ольга Петрівна,
- А. А. Зелінський.
- А. В. Кошмак.
- Наумчук Марія Іванівна (1900—1991) — майстриня народного розпису.
- народний художник РРФСР В. С. Рогаль
- кандидат сільськогосподарських наук Є. П. Шут

## Цікаві факти
У Лебединцях наприкінці 1960-х — на початку 1970-х років декілька разів бував видатний письменник Віктор Некрасов. Відвідував він село на запрошення своєї київської знайомої Ніни Богорад, яка є уродженкою Лебединців. Про це вона сама розповіла 2016 року на черговому засіданні києвознавчого клубу «Кияни», присвяченого видатному письменнику.

## Пам'ятки
- Братська могила радянських воїнів і пам'ятний знак на честь загиблих воїнів земляків